# Spartaco Bandinelli
Spartaco Bandinelli (* 27. März 1921 in Velletri; † 17. Februar 1997 ebenda) war ein italienischer Boxer. Er gewann bei den Olympischen Spielen 1948 in London die Silbermedaille im Fliegengewicht. 

## Werdegang
Spartaco Bandinelli begann im Alter von 16 Jahren in seiner Heimatstadt mit dem Boxen. Er gehörte dem Sportclub AS Audace an und wurde dort von Cesare De Santis trainiert. Er kämpfte im Fliegengewicht, der leichtesten Gewichtsklasse im Amateurboxen. Bevor er sportliche Erfolge erzielen konnte, wurde er zum italienischen Militär eingezogen und war bis September 1943 Soldat. Nach dem Ende des II. Weltkrieges begann Spartaco Bandinelli 1946 beim Sportclub AS Audace wieder mit dem Boxen. Sein Vereinstrainer war damals Giovanni Mattogni. 1947 fiel er wegen seiner guten Leistungen dem damaligen Nationaltrainer der italienischen Amateurboxer Steve Klaus auf, der ihn in die italienische Nationalmannschaft der Amateurboxer berief.
Im Dezember 1947 kämpfte er in Stockholm in einem Länderkampf gegen Schweden. Er besiegte dabei im Fliegengewicht Börje Olsson nach Punkten. 1948 wurde er italienischer Meister der Amateurboxer im Fliegengewicht. Er wurde daraufhin vom italienischen Boxverband zu den Olympischen Spielen 1948 in London entsandt. Im Fliegengewicht besiegte er dort Olli Lehtinen, Finnland, Leslie Handunge, Ceylon, Luis Martinez, Spanien und Han Soo-an, Südkorea, nach Punkten. Damit stand er im Finale um die Goldmedaille, in dem er gegen Pascual Pérez aus Argentinien nach Punkten verlor. Er gewann damit die Silbermedaille. Als bester europäischer Boxer seiner Gewichtsklasse wurde ihm außerdem der Titel Europameister zuerkannt.
Im Mai 1949 wurde er in eine Europaauswahl berufen, die in Chicago gegen die Vereinigten Staaten kämpfte. Er verlor dabei im Fliegengewicht gegen Arthur Brown nach Punkten. Im Juni 1949 startete Spartaco Bandinelli bei der Europameisterschaft in Oslo. Er verlor dort aber gleich seinen ersten Kampf gegen Janusz Kasperczak aus Polen durch Disqualifikation in der 3. Runde.
1950 beendete Spartaco Bandinelli seine Boxerlaufbahn. Profiboxer ist nie geworden. 1970 übernahm er das Traineramt bei seinem Stammverein AS Audace und war dabei sehr erfolgreich. Er führte mehrere seiner Schützlinge zum italienischen Meister. 1982 musste er sein Traineramt wegen einer schweren Erkrankung aufgeben.
Zu seinen Ehren erhielt im Jahre 2008 in der Stadt Velletri eine Sporthalle den Namen "Pallazzetto dello Sport" S. Bandinelli.

### Internationale Erfolge
| Jahr | Platz  | Wettbewerb   | Gewichtsklasse | Ergebnisse |
| ---- | ------ | ------------ | -------------- | --- |
| 1948 | Silber | OS in London | Fliegen        | nach Punktsiegen über Olli Lehtinen, Finnland, Leslie Handunge, Cexlon, Luis Martinez, Spanien und Han Soo-an, Südkorea und einer Punktniederlage gegen Pascual Perez, Argentinien |
| 1949 | 9.     | EM in Oslo   | Fliegen        | nach einer Disq.-Niederlage in der 3. Runde gegen Janusz Kasperczak, Polen |

### Länderkämpfe
| Jahr | Ort       | Begegnung                  | Gewichtsklasse | Ergebnis                                |
| ---- | --------- | -------------------------- | -------------- | --------------------------------------- |
| 1947 | Stockholm | Schweden gegen Italien     | Fliegen        | Punktsieg über Börje Olsson             |
| 1949 | Dublin    | Irland gegen Italien       | Fliegen        | Sieg über P. Hardy                      |
| 1949 | Chicago   | Amerika (USA) gegen Europa | Fliegen        | Punktniederlage gegen Arthur Brown      |
| 1949 | Stockholm | Schweden gegen Italien     | Fliegen        | Punktsieg über Curt Andersson           |
| 1949 | Helsinki  | Finnland gegen Italien     | Fliegen        | Punktniederlage gegen Pentti Hämäläinen |

Erläuterungen
- OS = Olympische Spiele, EM = Europameisterschaft
- Fliegengewicht, Gewichtsklasse bis 51 kg Körpergewicht